# Schöne Frauen
Schöne Frauen ist ein Film des deutsch-indischen Regisseurs Sathyan Ramesh aus dem Jahr 2004. Von der Kritik teils als Roadmovie, teils als Komödie eingeordnet, erhielt er den Promotion-Förderpreis des Filmfestes Emden, lief unter anderem auf dem Max-Ophüls-Festival in Saarbrücken und wurde auf unterschiedlichen Sendern wie zum Beispiel EinsFestival ausgestrahlt.

## Inhalt
Im Stil einer Charakterstudie beleuchtet der größtenteils in der Nordsee-Küstenlandschaft spielende Film Ereignisse, die sich als Folge eines Zusammentreffens von fünf Schauspielerinnen bei einem Casting-Termin für eine Krimiserie ergeben. Die zu vergebende Rolle erscheint – zumindest in den Gesprächen der fünf – klischeehaft, unattraktiv und an unzumutbare Bedingungen gekoppelt. Alle fünf nehmen den Termin nur deshalb wahr, weil sie die Gage für die Rolle dringend benötigen. Bedingt durch die Wartezeit bricht die durch die Situation vorgegebene Konkurrenzsituation mehr und mehr auf: Im Verlauf des Gesprächs stellt sich heraus, dass keine der Frauen wirklich Lust auf die Rolle hat. Nachdem immer mehr Wartezeit ergebnislos verstrichen ist, lassen vier der fünf den Termin sausen; die fünfte – bei ihr wird nicht klar, ob sie die Rolle nicht bekommen oder gleichfalls aufgegeben hat – wird später aufgegabelt.
Der Ausflug, den die fünf spontan beschließen, entwickelt sich mehr und mehr zum Seelenstriptease zwischen den fünf Beteiligten. Freundschaften entstehen, unverhoffte Querverbindungen kommen ans Licht, Geheimnisse werden preisgegeben. Das Ganze endet in einem chaotischen Besäufnis in einem verlassenen Landhotel, das von den beiden Musikerinnen Thea und Hanna als Probeort genutzt wird. Die Nicht-Wiederholbarkeit der Situation ist den Fünfen bewusst. Trotzdem beschließen sie am folgenden Tag, sich ein Jahr später am gleichen Ort wieder einzufinden. Das Wiedertreffen ein Jahr später beschließt den Film – und klärt dabei eine Frage, die bei dem Zusammentreffen ein Jahr zuvor noch offengeblieben war.

## Entstehung
Schöne Frauen ist der erste Film des Regisseurs Sathyan Ramesh, der unter anderem als Koautor für die Fernsehserie Türkisch für Anfänger tätig war. Als Motiv, Schöne Frauen zu drehen, gab der in Berlin geborene und in Köln lebende Regisseur an, er wolle einen Film drehen, der auf die fünf mit ihm befreundeten Hauptdarstellerinnen Clelia Sarto, Julia Jäger, Ulrike C. Tscharre, Floriane Daniel und Caroline Peters persönlich zugeschnitten sei. Gegenüber der Rheinischen Post brachte Ramesh seinen Beweggrund mit dem Satz auf den Punkt: „Ich wollte sie endlich mal so sehen, wie ich sie erlebe.“

## Besonderheiten
- Die Spielhandlung des Films ist nahezu ausschließlich mit Frauen besetzt. Als direkt agierende Personen kommen Männer lediglich an drei Stellen vor: einmal am Filmbeginn als (unscharf von hinten dargestellter) Hooligan, der eine der fünf auf der Straße belästigt, als unfreundlicher Tankstellenbesitzer (Oscar Ortega Sánchez) und als Konzertgäste anlässlich des Wiedersehens ein Jahr später.
- Das Duo Queen Bee spielt in dem Film sich selbst, ist allerdings in den Rahmen der fiktionalen Handlung eingebunden.
- Das als thematischer Schlüssel eingesetzte Lied Freundinnen müßte man sein, das den Film dramaturgisch abschließt, ist Bestandteil des Repertoires von Queen Bee und als reguläre Veröffentlichung auf der CD Freundinnen enthalten. Eine weitere Adaption des Songs aus dem Jahr 1998 findet sich auf der 2005 erschienenen Lassie-Singers-Kompilation Rest Of. Darüber hinaus spielen Ina Müller und Edda Schnittgard im Film auch eine Coverversion des Gitte-Hænning-Schlagers Tränen? – Vielleicht von 1983.

## Kritik
Der Film wurde seitens der Medien unterschiedlich bewertet. Mehrere Medien kritisierten Schwächen beim Drehbuch; einzelne hinterfragten darüber hinaus den tieferen Sinn eines derart in Szene gesetzten Seelenstrips. Positiv vermerkt wurde hingegen die schauspielerische Leistung der fünf Hauptdarstellerinnen. Auch die Idee selbst stieß in den Rezensionen zum Film meist auf Wohlwollen.
Das Filmportal critic.de schrieb: „Der Regieerstling Sathyan Rameshs handelt von fünf Schauspielerinnen, die sich bei einem Casting kennenlernen und in der darauffolgenden, alkoholseligen Nacht einander ihre Probleme, Träume und Lebensphilosophien erzählen. Trotz eines mittelmäßigen Drehbuchs, gelingt dem ehemaligen Filmkritiker dabei ein bisweilen unterhaltsamer Film.“
Die Rhein-Pfalz Online lobte den Film als gelungen: „Wo nur Frauen mitspielen, dürfen Männer trotzdem zugucken. Sie sollten es sogar. Weil dieser preisgekrönte Kinofilm lustig ist und traurig, derbe und elegant, klischeehaft und außergewöhnlich. Und absolut nicht das, was man sich unter einem ‚Frauenfilm‘ vorstellt. Weder putzig noch heulsusig.“
Das Kino-Portal kino-zeit.de hob vor allem die Authentizität der Darbietung hervor: „Es gibt vieles, was an Schöne Frauen ungewöhnlich ist, und so nimmt sich die Tatsache, dass ausgerechnet ein Mann das Buch zu diesem ‚Frauenfilm‘ schrieb und diesen auch inszenierte, beinahe nebensächlich aus, zumal dieses Etikett nur teilweise stimmt. Zum einen sind da die fünf Hauptdarstellerinnen Floriane Daniel, Caroline Peters, Clelia Sarto, Ulrike C. Tscharre und Julia Jäger, die den Figuren eine unglaubliche Kraft und Präsenz verleihen. Kein Wunder, denn der Regisseur und Drehbuchautor Sathyan Ramesh – der zuvor lange Zeit als Filmkritiker arbeitete – war bereits vor dem Film mit allen fünf Darstellerinnen befreundet und bekennt, diese beim Schreiben vor Augen gehabt zu haben. Das merkt man dem Film freilich auch an, denn irgendwie hat man die ganze Zeit das Gefühl, nicht Schauspielerinnen zuzusehen, die Schauspielerinnen spielen, sondern viel näher dran zu sein an authentischen Menschen. Und so ist Schöne Frauen denn auch kein Frauenfilm, sondern ein Film über genau jene fünf Frauen, die keinesfalls prototypisch sind, weder für ihren Berufsstand noch für ihr Geschlecht.“